# Ivo Heuberger
Ivo Heuberger est un joueur de tennis professionnel suisse né le 19 février 1976 à Altstätten. Il mesure 187 cm et pèse 76 kg. Il est droitier.
Professionnel de 1997 à 2006, son meilleur classement en simple est une 102e place en simple, acquise le 6 mai 2002. Ses gains s'élèvent à 950 068 $.
Ivo Heuberger participe à huit matchs de Coupe Davis, dont 6 dans le groupe mondial, avec la Suisse.